# فیلیپه براکامونته
فیلیپه براکامونته (انگلیسی: Felipe Bracamonte; ۱ ژانویهٔ ۱۹۴۱ – ۴ ژانویهٔ ۲۰۰۵) بازیکن فوتبال اهل آرژانتین بود.